# Alexandre De Maria
Alexandre De Maria (Votorantim, 19 de junho de 1904 — Santos, 17 de março de 1968), conhecido na Itália como Alessandro De Maria ou Alejandro Demaría, foi um futebolista ítalo-brasileiro, ídolo do Corinthians e da Lazio.

## História

### Corinthians
Era de alta estatura para a época e posição (1,90 metro), incomum para um ponta-esquerda. A cada petardo que desferia de longa distância, ele rolava no chão, como maneira de compensar o desequilíbrio. Veio do pequeno Independência, da capital, para o Corinthians.
No Corinthians De Maria se tornou ídolo, formando uma famosa ala esquerda com o meia Rato. Foi o autor do primeiro gol do Parque São Jorge, logo aos 29 segundos do amistoso de inauguração do estádio contra o América do Rio de Janeiro (2–2, 22 de julho de 1928).
De Maria também foi responsável por um dos gols do título de Campeão dos Campeões contra o Vasco da Gama, na vitória por 3–2 em 1930. O Timão ganharia de virada após estar perdendo por 2–0 em São Januário. De Maria faria o primeiro gol da virada e que, após o balançar das redes de Peres e Gambinha, daria o título ao Corinthians.

### Lazio
Em 1932, De Maria embarcou rumo a Itália junto com os Corintianos Del Debbio, Filó e Rato para defender a Lazio, que na época era treinada por outro grande ídolo Corintiano, o Sr. Amílcar Barbuy. De Maria e Rato (conhecido na Itália como Castelli) foram os responsáveis pela primeira vitória da Lazio contra a arquirrival Roma, jogo esse disputado em 23 de outubro de 1932. De Maria também foi o primeiro jogador da Lazio a marcar "tripletta" no Derby di Roma. A partida foi disputada em 11 de março de 1934, e ele liderou os Biancocelesti em um empate sensacional, 3-3, após estar perdendo por 3-0. No total, De Maria marcou 5 gols no Derby di Roma (dois a menos do que Silvio Piola, autor de 7 gols) sendo assim o segundo maior artilheiro da Lazio no clássico romano.
Em algumas publicações, seu nome aparece ao lado de Filó na lista dos campeões mundiais pela Seleção Italiana em 1934. Trata-se, porém, de um engano histórico: aquele é o argentino Attilio Demaría. O corinthiano De Maria defendeu apenas a Seleção Italiana B e voltou ao Corinthians, onde encerrou a sua carreira como futebolista em 1936.

## Títulos
Corinthians
- Campeonato Paulista de 1928
- Campeonato Paulista de 1929
- Campeonato Paulista de 1930
- Campeão dos Campeões de 1930